# Консервативна революция
Консервативна революция е националноконсервативно движение в Германия между двете световни войни. Неговите представители се застъпват за „нов“ консерватизъм и национализъм със специфични германски и по-конкретно пруски характеристики и се противопоставят на либерализма и социализма.
Популярни изложения на идеологията са „Третият райх“ на Артур Мьолер ван ден Брук и „Политически понятия“ на Карл Шмит.